# 조지나 캠벨
조지나 캠벨(Georgina Campbell, 1992년 6월 12일 ~ )은 잉글랜드의 배우이다.

## 작품 목록
- 킹 아서: 제왕의 검